# Aspalathus parviflora
Aspalathus parviflora är en ärtväxtart som beskrevs av Peter Jonas Bergius. Aspalathus parviflora ingår i släktet Aspalathus och familjen ärtväxter. Inga underarter finns listade i Catalogue of Life.